# عساف الكفوري
عساف الكفوري (مواليد 8 أبريل 1945) هو رياضياتي ومترجم وناشط سياسي أمريكي من أصل لبناني. يشغل منصب أستاذ علوم الكمبيوتر بجامعة بوسطن بالولايات المتحدة.

## مسيرته
تخرّج الكفوري من معهد ماساتشوستس للتكنولوجيا سنة 1969، وكان مستشارًا لبرنامج أوكسفام أمريكا في أوائل الثمانينيات، ثم عضو مجلس إدارة (Grassroots International) عندما تأسست عام 1983.
يُساند الكفوري كفاح الشعب الفلسطيني في مُشاركاته رُفقة نعوم تشومسكي، وهو عضو في لجنة رعاية محكمة راسل حول فلسطين التي بدأ عملها في 4 مارس 2009.

## أعماله
| العنوان الأصلي (بالإنجليزية)                                            | العنوان بالعربية                                                                                        | سنة النّشر | عدد الصفحات | ردمك ISBN         | المرجع |
| ----------------------------------------------------------------------- | --- | --------- | ----------- | ----------------- | ------ |
| Inside Lebanon: Journey to a Shattered Land with Noam and Carol Chomsky | داخل لبنان: رحلة إلى أرض ممزقة مع نعوم وكارول تشومسكي (مؤلف جماعي مع إيرين غيندزير وهنادي سلمان وآخرون) | 2007      | 176         | (ردمك 1583671536) | [ 4 ]  |